# Окада, Такэси
Такэси Окада (яп. 岡田 武史; род. 25 августа 1956, Осака) — японский футболист и тренер. С 2007 по 2010 год являлся главным тренером сборной Японии по футболу. Становился у руля национальной сборной Японии 2 раза, возглавлял сборную в финальной стадии Чемпионатов мира 1998 года во Франции и 2010 года в ЮАР (вывел сборную Японии в 1/8 финала, где она уступила Парагваю лишь в серии пенальти). В настоящее время — главный тренер японского футбольного клуба «Имабари».

## Карьера тренера
14 декабря 2011 года было объявлено о том, что Окада назначен главным тренером «Ханчжоу Гринтаун». При этом он стал первым главным тренером китайской команды, представляющим Японию.

## Достижения

### Игрок
- Чемпион Японии: 1986
- Лига чемпионов АФК: 1986

### Тренер
- Чемпион Японии (2): 2003, 2004
- Лучший тренер Джей-лиги (2): 2003, 2004